# Копорье (станция)
Копорье — грузовая станция Октябрьской железной дороги в Ломоносовском районе Ленинградской области на линии Калище — Веймарн.
Расположена у села Копорье.

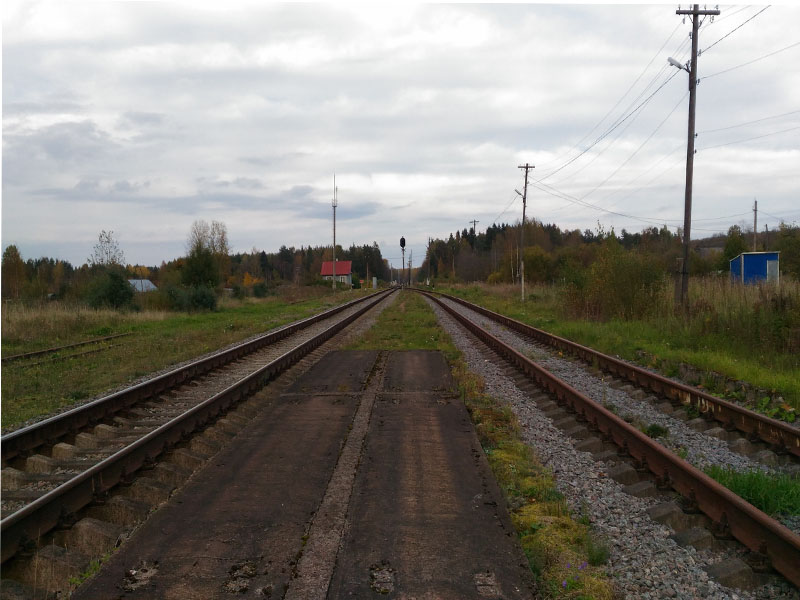

При объекте железнодорожной инфраструктуры возник посёлок при станции Копорье.
С 1 июня 2009 г. через станцию не ходят пассажирские поезда.